# 孔比西里
孔比西里（法語：Kombissiri）是西非国家布基纳法索的城市，也是巴泽加省及孔比西里县的首府，位于该国中部的中南大区。海拔高度303米，2012年人口28,079。